# 蝴蝶泉

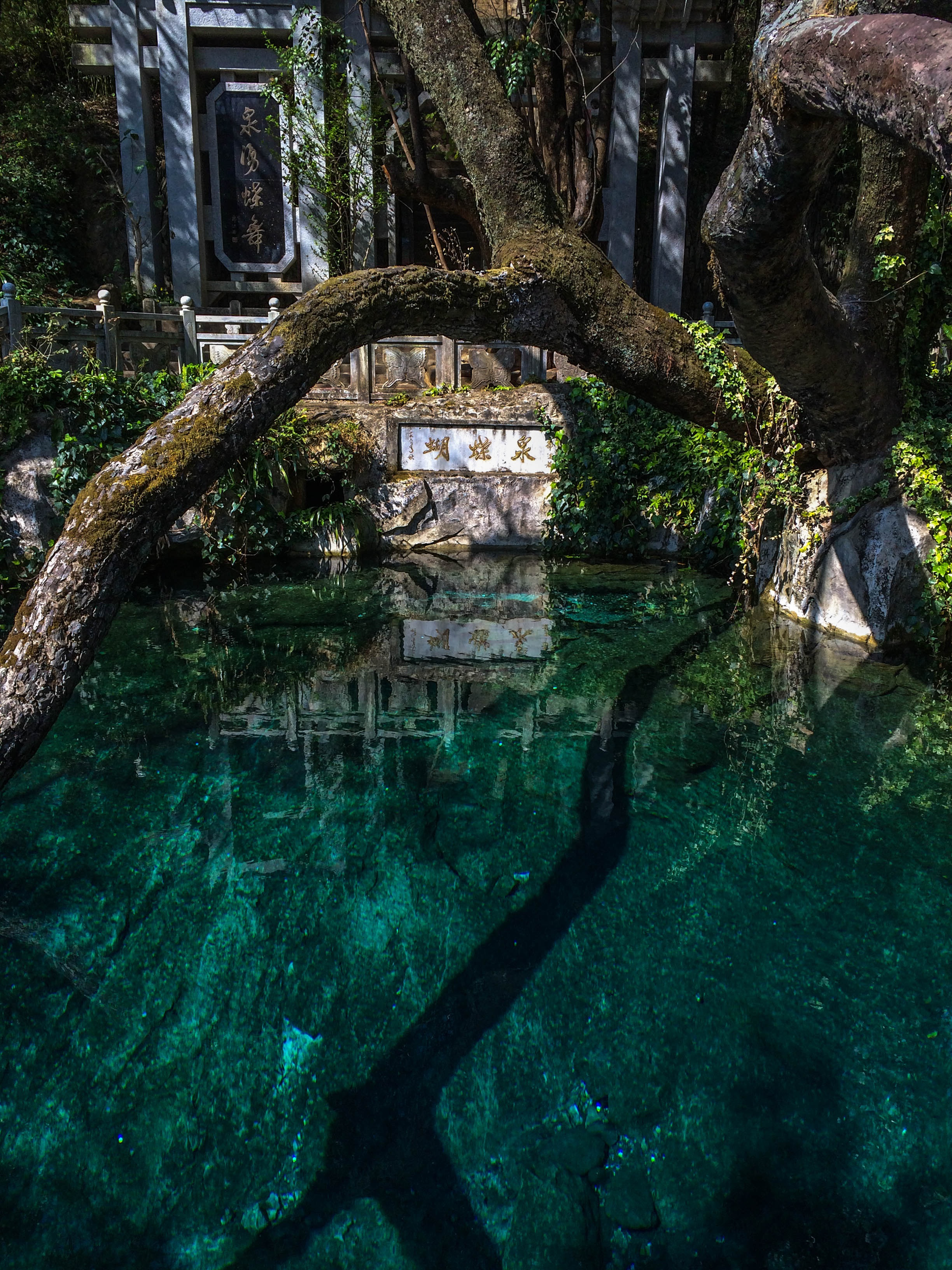
蝴蝶泉

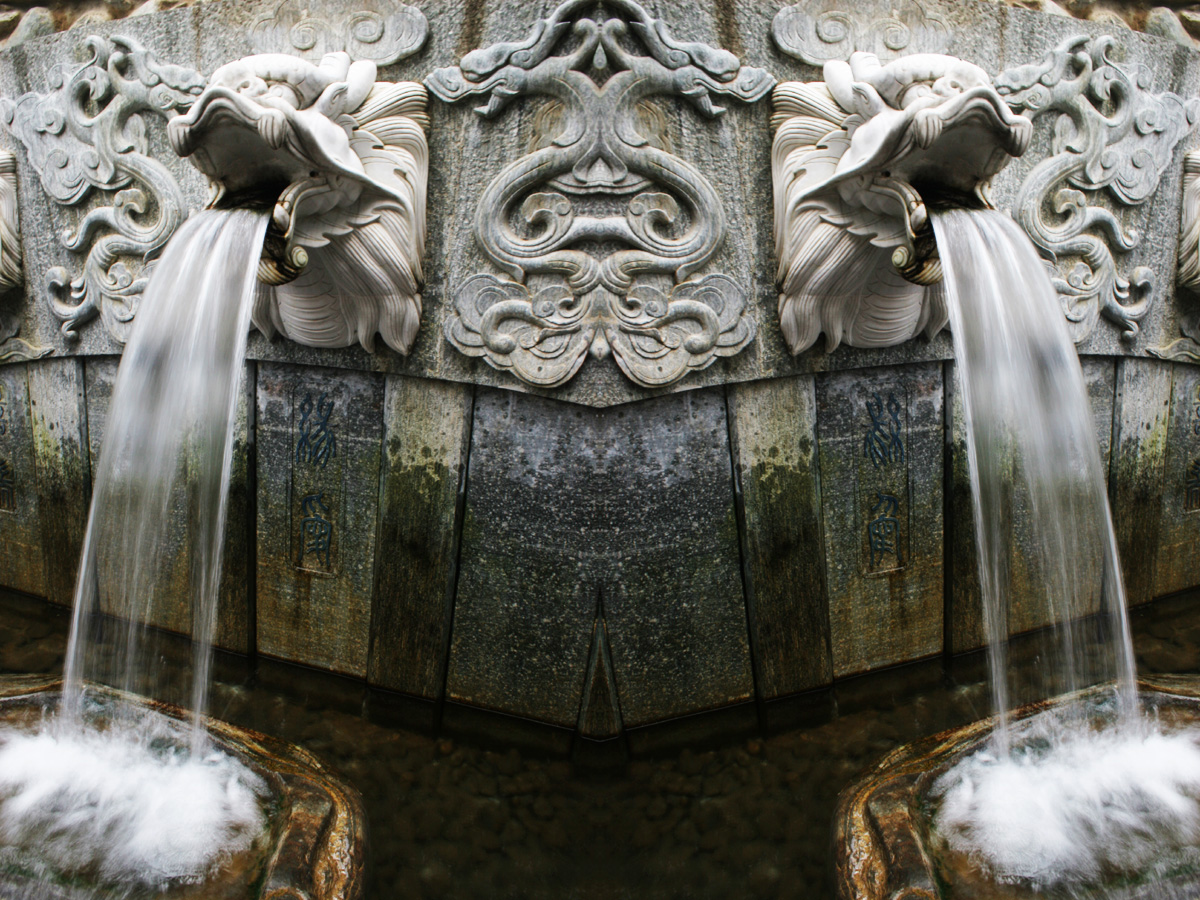
蝴蝶泉泉水

蝴蝶泉位於中國西南雲南省點蒼山下，距離大理古城約廿七公里，為洱海的著名旅遊景點，是4A级旅游景区。蝴蝶泉是方形泉潭，面積約五十平方米，四周為大理石，水質非常清澈。
徐霞客在游记中曾这样描述：“还有真蝶万千，连须钩足，自树巅倒悬而下及于泉面，缤纷络绎，五色焕然。”，诗人郭沫若1961年到大理蝴蝶泉时，写下“蝴蝶泉头蝴蝶树，蝴蝶飞来万千数， 首尾联接数公尺，自树下垂疑花序”的诗句。蝴蝶泉的奇观可见一斑。可惜近年来，已很难一见。